# Gillian Brett
Gillian Brett naix al novembre del 1990 a París. És artista plàstica; i viu i treballa a Marsella.

## Biografia
Gillian Brett va obtenir el títol de l'Escola Nacional Superior d'Art de Niça el 2015 i després un diploma universitari de segon cicle del Goldsmiths College de Londres.
Les seues obres es poden veure al Museu Munch (Oslo), al Friche Belle de Mai (Marsella), a l'Institut KW d'Art Contemporani (Berlín), a la Fundació Vincent van Gogh Arle i al Museu Groeninge.

## Exposicions personals (selecció)
- 2023: Al fons de la capa de gas, Villa Noailles - Ancien Evêché, Toló[7]
- 2022: Umarell, galeria C+N Canepaneri, Milà[8]
- 2020:
  - Die Antiquiertheit des Menschen, cor. Katharina Ritter, Stadtgalerie Saarbrucken, Saarbrücken[9]
  - He menjat de tot, Metaxu, Toló[10]
- 2019: In silico, Bungalow - ChertLüdde, Berlín[11]

## Exposicions col·lectives
Gillian Brett ha participat en exposicions col·lectives, com ara:
- Van Gogh i les estrelles, cur. Jean de Loisy i Bice Curiger, Fundació Vincent van Gogh, Arles. (2024)[5]
- Jardí Rebel, cur. Michel Dewilde, Triennale Bruges 2024, Groeninge Museum, Bruges (2024)[6]
- Poètica de l'encriptació, cur. Nadim Samman, Institut KW d'Art Contemporani, Berlín (2024)[4]
- Dotze proves d'amor - Emerige Revelations, cur. Gaël Charbau, París i Toulon (2022)[12]
- MUNCH Triennale - La màquina som nosaltres, cur. Tominga Hope O'Donnell i Stephano Collicelli Cagol, Munch Museum, Oslo (2022)[2]
- Fatiga de cicle alt, cor. Nadja Quante, Künstlerhaus Bremen, Bremen (2020)[13]
- Per casualitat, cor. Xavier Rey & Guillaume Theulière, Friche de la Belle de Mai, Marsella (2019)[3]
- Has mesurat mai la realitat? (Entre el número 2) , das weisse haus, Viena (2017)[14]

## Premis i distincions
- 2022: Premi Emerige Revelations - Villa Noailles[15]
- 2021: Premi Artissima - Xiaomi HyperCharge[16]
- 2016: Premi Dauphine d'art contemporani (en col·laboració amb la comissària Hélène Soumaré)[17][18]
- 2015: Beca de la Fundació Kenza - Institut de França